# Сьледзе (Підляське воєводство)
Сьледзе (пол. Śledzie) — село в Польщі, у гміні Замбрув Замбровського повіту Підляського воєводства.
Населення — 92 особи (2011).
У 1975-1998 роках село належало до Ломжинського воєводства.

## Демографія
Демографічна структура станом на 31 березня 2011 року:
|          | Загалом | Допрацездатний вік | Працездатний вік | Постпрацездатний вік |
| -------- | ------- | ------------------ | ---------------- | -------------------- |
| Чоловіки | 45      | 10                 | 31               | 4                    |
| Жінки    | 47      | 8                  | 26               | 13                   |
| Разом    | 92      | 18                 | 57               | 17                   |